# 井上文太
井上 文太（いのうえ ぶんた、本名：井上 隆保（いのうえ たかほ））は、日本の画家。号である「文太」の由来は敬愛する菅原文太から。
画家の金子國義に師事。独立後、日本画や油絵をはじめキャラクターデザインや空間美術、刺青などを手がける。個人、企業を問わず様々な業界とのコラボレーションを行うことも多い。様々な表現手段を持つ一方で、師を仰ぎ、あくまで画家を本業とする態度を崩さないのがこの作家の大きな特徴である。
ホリプロに文化人として所属。

## 来歴・人物

### 誕生
大阪府大阪市梅田生まれ。2歳を過ぎた頃から絵本の模写を黙々とする子供で、周囲を驚かせていたという。

### 学生時代
7歳より兵庫県尼崎市に転居。尼崎市立水堂小学校時代は、成績は全般において優秀だった。特に図画工作では毎年、市の展覧会で金賞を獲り続けた。尼崎市立南武庫之荘中学校、報徳学園高等学校卒業。同級生に、ファッションデザイナーの中川正博がいる。

### 修業時代
1990年、大阪市内で大手メーカーのインハウスデザイナーとして活動中、心斎橋KPOキリンプラザ大阪で展覧会を行っていた金子國義の絵に衝撃を受け、その場で画家になることを決意。直後、会場を訪れた金子本人に出会ったことでその不思議な人間性に魅了され、門戸を叩くこととなった。2週間後には大阪から上京し、弟子としての活動を始めている。1991年、ニューヨークの写真家ナン・ゴールディンと出会い、被写体をつとめた。

### 独立後
9年間の修行生活の後、1998年に独立。井上文太として活動を始める。前述のように、「画家」として多方面で作品制作に携わる。
2010年、キャラクターデザインを手がけた『連続人形活劇 新・三銃士』が、第36回放送文化基金賞の個別部門において美術賞を受賞した。同年5月より、ブログ「井上文太のひるね」をスタート。
2011年4月、オークションハウスのクリスティーズがアースデイ40周年を記念して開催した「グリーンオークション：A Bid to Save the Earth」に参加。
同年10月、京都妙光寺・下間の間の襖絵『干潮図』を完成させた（平成23年10月16日〜11月6日一般公開）。
同年11月、ロックフェラー財団会長のデイヴィッド・ロックフェラー・ジュニアが会長を務めるNPO法人、セイラーズ フォー ザ シーの日本支局理事に就任。
2013年、セイラーズフォーザシー日本支局 教育実行委員長に就任。
同年、日本画「鶴図」がロックフェラー家所蔵となる。
2014年、一般社団法人 たのしいことする。プロジェクト設立 代表理事就任。
同年、NHK パペットエンターテインメント「シャーロックホームズ」人形デザイン、人形美術監修を担当。
2015年、ヨコハマグランドインターコンチネンタルホテル 顧問アートディレクター 就任。しかし、『画家として絵に専心したい』という本人たっての希望により、継続せず退任。
同年、第37回 日本シャーロック・ホームズ大賞（奨励賞）受賞 ／ 日本シャーロックホームズクラブ。
2016年、河口湖オルゴールの森美術館広報大使に任命。
2020年1月8日、館山市ふるさと大使（館山市芸術大使)に委嘱。
2月23日、河口浅間神社に富士山を描いた絵を奉納した（縦約2メートル、横約1.5メートル）。
2021年3月31日、千葉・館山城で作品展『館山芸術大使　画狂人　井上文太展』が開催（令和3年3月31日～令和4年3月31日）
2022年8月11日、HYDEが企画プロデュースした初の画集「閃き ～ iNSPiRATiONS～ 画狂人 井上文太」が発売し、これを記念し丸善・丸の内本店4階ギャラリーにて個展「画狂人 井上文太展“ iNSPiRATiONS - 魔法の林檎”」が開催された。
2022年9月、HYDEとコラボレーションし、Zepp　Hanedaで行われたHYDE LIVE 2022のステージ舞台を作成した。
2022年　Susan & David.Jr Rockefeller氏来日アトリエにてコラボレーション 
2023年　カナルカフェ壁画 LIVE PAINTING／カナルカフェ／飯田橋・東京
2023年　恵比寿くろいわ 原画作品展示／恵比寿・東京
2023年　個展「竹久夢二 ・ 井上文太 特別企画展“ 時空を超えた愛と夢”」／竹久夢二伊香保記念館 3階港屋サロン／群馬
2023年　HYDE×画狂人 井上文太 アートの旅／HYDE CHANNEL
2023年　東郷記念館 原画作品展示・七夕まつり／東郷記念館／原宿・東京
2023年　原美術館ARC SHOP@CAFE ×画狂人 井上文太「Blue Part l」／原美術館ARCカフェ ダール、ザ・ミュージアムショップ／群馬
2023年　「伊香保カントリークラブ ゴルフカート “Victoire de l’amour ” 」／伊香保カントリークラブ／群馬
2023年　個展「画狂人 井上文太展 “ Seamless - 絵が描ければなんでもいい - ”」／丸善・丸の内本店 4階ギャラリー ／ 東京
2024年　伏見稲荷大社 初午大祭にて正式奉納／京都
2024年　加藤神社 「加藤神社 大天井画」の一部を奉納／熊本
2024年　肥後銀行 の運営する肥後の里山ギャラリーにて「令和の大造営記念　加藤神社錦絵展」
「加藤神社 大天井画」の一部を公開／熊本
2024年　映画八犬伝の公開に合わせて、日東交通高速バスに作品「令和八犬伝」をラッピングしたバスが運行開始／千葉

## 作品

### 絵画
作品の主題は大きく2つのシリーズに分けられ、心象風景を幻想的に描く「蓮」シリーズ、日本的な風景や動植物などをモチーフとした「波」シリーズで構成される。井上は1999年に開催された初個展「Lotus」の案内状の中で、前者は「羊水の中の記憶」であり、後者は「日本人としての遺伝子的な記憶」であるとし、作品はそれらを描いた物であると語っている。また、前者からは金子國義や澁澤龍彦、後者からは琳派や歌川国芳、鳥獣戯画などからの影響がみられるのも特徴であり、一方で過去に見られなかった独自の世界観と評されることも多い。

### キャラクターデザイン
2009年10月よりNHK教育テレビでスタートした、三谷幸喜脚本作品の『連続人形活劇 新・三銃士』では、キャラクターデザインをつとめている。番組のガイドブックの中で、人形作家・四谷シモンから聞かされた「人形は人形であると澁澤龍彦氏に教わり人形作家として救われた」というエピソードを語り、キャラクターデザインにおいての影響を示唆している。

### 刺青
自らが主催したアートギャラリー「yanque」のオープン当初より彫師としての活動を始め、かねてより親交のあったL'Arc〜en〜Cielのhyde、写真家の藤代冥砂、俳優の渋川清彦（KEE）などに刺青を施す。これらは、雑誌『SWITCH』誌上で2000年より5回に渡って連載（撮影：笠井爾示）され、彫師としての一面が広く知られる事となった。刺青について井上は「人体は、完璧なかたちをしていて、非常に美しいもの。だから、本当は刺青を入れる必要なんてない。ただ、中身のオリジナリティ（個性）を引き出すために、刺青という手法が有効なときもある」と雑誌『TITLe（文藝春秋 / 2004年12月号）』の誌面上で語っている。

### コラボレーション
- 「死者の書：大駱駝艦」舞台衣装の着肉に刺青（東京・香港 / 1996年）

- 「LOVERING EXTRAVAGANZA：EMI ELEONORA他」ポスター及び舞台美術（草月ホール・東京：1998年）

- 「ロイヤルオーダー：ジャスティン デイビス」空間プロデュース（渋谷パルコクアトロ・東京：1998年）

- 「ロイヤルオーダー：ジャスティン デイビス」空間プロデュース（阪急百貨店・大阪：1998年）

- 「Levi's vintage clothing：リーバイス」世界プロモーションプロジェクトにおける3名のアジア代表に選出（1999年）

- 「i pesci（イ ペッシ）：仲村俊介」空間プロデュース（代官山・東京：2002年）

- 「ZOOMER：ホンダ」ROCK PORTとのコラボレーションによるカラーリング（T6M・東京：2002年）

- 「『流行通信』リニューアルエキシビジョン：INFASパブリケーションズ」立体作品まつげうさぎと絵本を展示（D&Department・東京：2002年）

- 「For SONY AIBO Kick Bord Custam Paint：ソニー」コラボレーション作品を出品（TOKYO Designers Block：2002年）

- 「まつげうさぎ / サクラヒメ：セキグチ」オリジナルぬいぐるみ発売（2003年）

- 「Sony Creative Products：ソニー」vanimalzooMATSUGEUSAGI発売（2004年）

- 「bunta version：K-SWISS（ムーンスター）」日本・香港・台湾でコラボレーションスニーカー発売（2004年）

- 「文太もんちっち：セキグチ」オリジナルモンチッチ発売（2004年）

- 「『デザインの現場』DESIGNER'S WEEK 2005：美術出版社」コラボレーション（2005年）

- 「文太もんちっち2 / 文太もんちっち3：セキグチ」オリジナルモンチッチ第2弾・第3弾発売（2008年）

- 「たいやき神田達磨：林泰広（ルーツ）」焼き型・VIデザイン（2008年）

- 「HOKUTO 7 PROJECT：北斗の拳（武論尊 / 原哲夫）」25周年記念企画7Artistに参加（2008年）

- 「大関・把瑠都（尾上部屋）：ジャスティン デイビス」化粧廻しをデザイン（2012年1月場所・初の幕内最高優勝）

- 「ステラ・マッカートニー×井上文太」クリスティーズ・グリーンオークション（2012年）

- 「環境教育ワークショップ」（横浜市立白幡小学校 / 2012年〜）

- 「楽しいことするプロジェクト」（横浜市立白幡小学校 / シンフォニック・ヤード / 一葉：2012年）

- 「シャーロックホームズフィギュアコレクション / デアゴスティーニ・ジャパン出版」制作・監修　(2014年)

- 「STAND UP SUMMIT 2014～復興のソコジカラ～/ 東京ビッグサイト企画イベント」ロゴ制作 (東京：2014年)

- 「ブルーシーフードガイド チャリティーディナーレセプション / ディビッド・ロックフェラーＪｒ. 夫妻来日記念、セイラーズフォーザシー日本支局会場」メインビジュアルを担当（神奈川：2014年）

- 「ヨコハマグランドインターコンチネンタルホテル 」 アートディレクション　(神奈川：2016年)

- 「南房総教育委員会 × NHK × 一般社団法人たのしいことする。プロジェクト」(千葉県南房総市：2016年)

- 「南房総教育委員会 × 一般社団法人たのしいことする。プロジェクト」(千葉県南房総市：2016年)
- 「HYDE×画狂人 井上文太 アートの旅」（HYDE CHANNEL：2023年）
- 「伊香保カントリークラブ × 原美術館ARCカフェ ダール、ザ・ミュージアムショップ ゴルフカート」（群馬県渋川市：2023年）

## 連載
- 『SWITCH』hydeほかの刺青写真とコラム（スイッチ・パブリッシング ：2000年）

- 『流行通信』目次巻頭ページと予告ページのイラストレーションを担当（INFASパブリケーションズ：2001年〜2002年）
- 『ひらがなタイムズ』世界の大使館 × 画狂人 井上文太 連載
- 第1回 〈 セルビア共和国大使館 〉2022年10月号
- 第2回 〈 アルジェリア大使館 〉2022年11月号
- 第3回 〈 エストニア大使館 〉2023年1月号
- 第4回 〈 ドミニカ共和国大使館 〉2023年2月号
- 第5回 〈 ベルギー大使館 〉2023年3月号
- 第6回 〈 チュニジア大使館 〉2023年4月号
- 第7回 〈 ペルー共和国大使館 〉2023年5月号
- 第8回 〈 エジプト大使館 〉2023年6月号
- 第9回 〈 ジャマイカ大使館 〉2023年7月号
- 第10回 〈 ラトビア大使館 〉2023年8月号
- 第11回 〈 ポルトガル大使館 〉2023年9月号
- 第12回 〈 イスラエル大使館 〉2023年11月号
- 第13回 〈 エクアドル大使館 〉2024年1月号
- 第14回 〈 パナマ共和国大使館 〉2024年3月号
- 第15回 〈 シリア・アラブ大使館 〉2024年4月号
- 第16回 〈 マレーシア大使館 〉2024年9月号

## 主な展覧会
- 「部屋 〜comon a my house（うちへおいでよ）〜」インスタレーション作品（東京：1991年）

- 「天使と妖精たちのクリスマス展」（伊勢丹美術館・東京：1994年）

- 「金子國義と友の会展」（伊勢丹美術館 / 東京：1996年）

- 「International Festival of Fashion Photography」ナン・ゴールディンとのコラボレーション（神戸ファッション美術館 ・兵庫 / 三越美術館・東京：1999年）

- 「Beyond Price」（ルーヴル美術館 ・フランス：1999年）

- 「シュルレアリスムの視点」（スパンアートギャラリー・東京：1999年）

- 「蓮 〜Lotus〜」（ギャラリーアクシズ・大阪：1999年）

- 「Levi's Tattoo Jeans」（リーバイスストア・東京：2000年）

- 「Levi's Tattoo Jeans」（リーバイスストア・東京・福岡・札幌：2001年）

- 「takaho works - Levi's」（リーバイスストア・新宿 / 東京：2002年）

- 「MATUGEUSAGI 〜虹色の星〜」（Art DEPOT・東京：2003年）

- 「神獣merry・go・round」（Bunkamuraギャラリー・東京：2005年）

- 「間主観的人格」（mori yu gallery / 京都・arton art gallery・京都：2006年）

- 「アートフェア東京2007」出品（東京国際フォーラム・東京：2007年）

- 「NIKAF韓国アートフェア」出品（韓国：2007年）

- 「ART@AGNES2008」出品（アグネス ホテル アンド アパートメンツ 東京・東京：2007年）

- 「アートフェア東京2008」出品（東京国際フォーラム・東京：2008年）

- 「春夏秋冬漆喰図」（arton art gallery・京都：2009年）

- 「アートフェア東京2009」出品（東京国際フォーラム・東京：2009年）

- 「続間主観的人格」（mori yu gallery ・東京：2009年）

- 「アートフェア東京2010」出品（東京国際フォーラム・東京：2010年）

- 「INOUE BUNTA in Wonderland」（Bunkamuraギャラリー・東京：2010年8月）

- 「井上文太のうさぎ展 〜まつげうさぎ、虹色のお話〜 虹」（新宿マルイワン・東京：2010年8月）

- 「INOUE BUNTA’s ARCHIVES 〜Four Rooms〜」（arton art gallery・京都：2010年11月）

- 「妙光寺方丈襖絵 下間の間  干潮図公開 ＋ 井上文太作品展」（妙光寺・京都：2011年10月）

- 「アートをおうちに持ち帰る。新しくて、楽しくて、温かい毎日が始まる。」展（銀座三越・東京：2012年7月）

- 「Innerchild 〜ちっちとたったの記憶〜」（京都文化博物館別館・京都：2012年10月）

- 「たのしいことする。プロジェクト　にっぽんだぁいすきてん in八芳園」（ 八芳園・東京：2014年8月）

- 「NHK パペットエンターテインメント「シャーロックホームズ展」（ NHK スタジオパーク・東京：2014年）

- 「京都国際現代芸術祭 PARASOPHIA 期間内「See Visions展－未来を創る－」（arton art gallery・京都：2015年）

- 「アートフェア東京2015」出品（東京国際フォーラム・東京：2015年）

- 「第20回　NHK ハート展」出展 （全国巡回展示：2015年）

- 「33 - Lapis Ocean - Shining Blue 2015  」（ヨコハマグランドインターコンチネンタルホテルクラブラウンジ ・神奈川：2015年）

- 「シャーロックホームズの世界展」 （横浜人形の家 ・神奈川：2015年5月）

- 「ゲルト・クナッパーギャラリー企画展 」（ ゲルト・クナッパーギャラリー・茨城：2015年）

- 「シャーロックホームズ　吾輩はねこになぁ～る」（arton art gallery  ・京都：2015年）

- 「ホームズ＆ワトソン推理（ミステリー）の部屋展 」 （横浜人形の家 ・神奈川：2015年）

- 「アートフェア東京2016」出品（東京国際フォーラム・東京：2016年5月）

- 「企画展　パペット達の夏休み ～シャーロックの南総里見八犬伝レポート～」（ 南房総市・千葉：2016年）

- 「for THE FUTURE IS BLUE  Donation 」 日本代表（  Christie’s Rockefeller Plaza ・ ニューヨーク：2016年）

- 「企画展　子どもたちの描いた”いるはず水族館”～クジラ編～」（ 南房総市・千葉：2016年）

- 「東日本大震災復興支援33 - Lapis Ocean - Shining Blue 」（宮城：2015年）

- 「アートフェア東京2017」出品（東京国際フォーラム・東京：2017年）

- 「アートフェア東京2018」出品（東京国際フォーラム・東京：2018年）

- 「Bunta inoue Solo Exhibition 　線と光」（ASJ東京セル・東京：2018年）

- 「東日本大震災復興支援33 - Lapis Ocean - Shining Blue 」（宮城：2018年）

- 「Bunta inoue Solo Exhibition　 MOTHER」（ASJ横浜セル・神奈川：2018年）

- 「NO PLASTIC展　”CHOICE”」（ASJ横浜セル・神奈川：2018年）

- 「館山芸術大使　画狂人　井上文太展」（館山城・千葉：2021年〜2022年）

- 「特集：画狂人 井上文太“ iNSPiRATiONS”」／ （横須賀市・横須賀美術館：2022年）

- 「画狂人 井上文太展“ iNSPiRATiONS - 魔法の林檎”」（丸善・丸の内本店4階ギャラリー・東京：2022年）
- 「竹久夢二 ・ 井上文太 特別企画展“ 時空を超えた愛と夢”」（竹久夢二伊香保記念館 3階港屋サロン・群馬：2023年）
- 「SHOP@CAFE 画狂人・井上文太」(原美術館ARCカフェ ダール、ザ・ミュージアムショップ・群馬：2023年）
- 個展「画狂人 井上文太展 “ Seamless - 絵が描ければなんでもいい - ”」(丸善・丸の内本店 4階ギャラリー・東京 :2023年)
- 個展「画狂人 井上文太展 “ 絵が描ければなんでもいい ”」(丸善・丸の内本店 4階ギャラリー・東京 :2024年)
- 「令和の大造営記念　加藤神社錦絵展」(肥後里山ギャラリー・熊本：2024年)

## 作品所蔵
- ホイットニー美術館

- ポンピドゥー・センター

## 復興支援活動
東北地方太平洋沖地震を受け、2011年3月12日よりブログを中心に呼びかけによる支援活動を開始。『連続人形活劇 新・三銃士』のポスターやキャンドル作品の復興支援販売をはじめ、被災地の保育園・幼稚園・小学校を訪問し、子供達を対象としたアート・ワークショップの開催・画材提供を行っている。

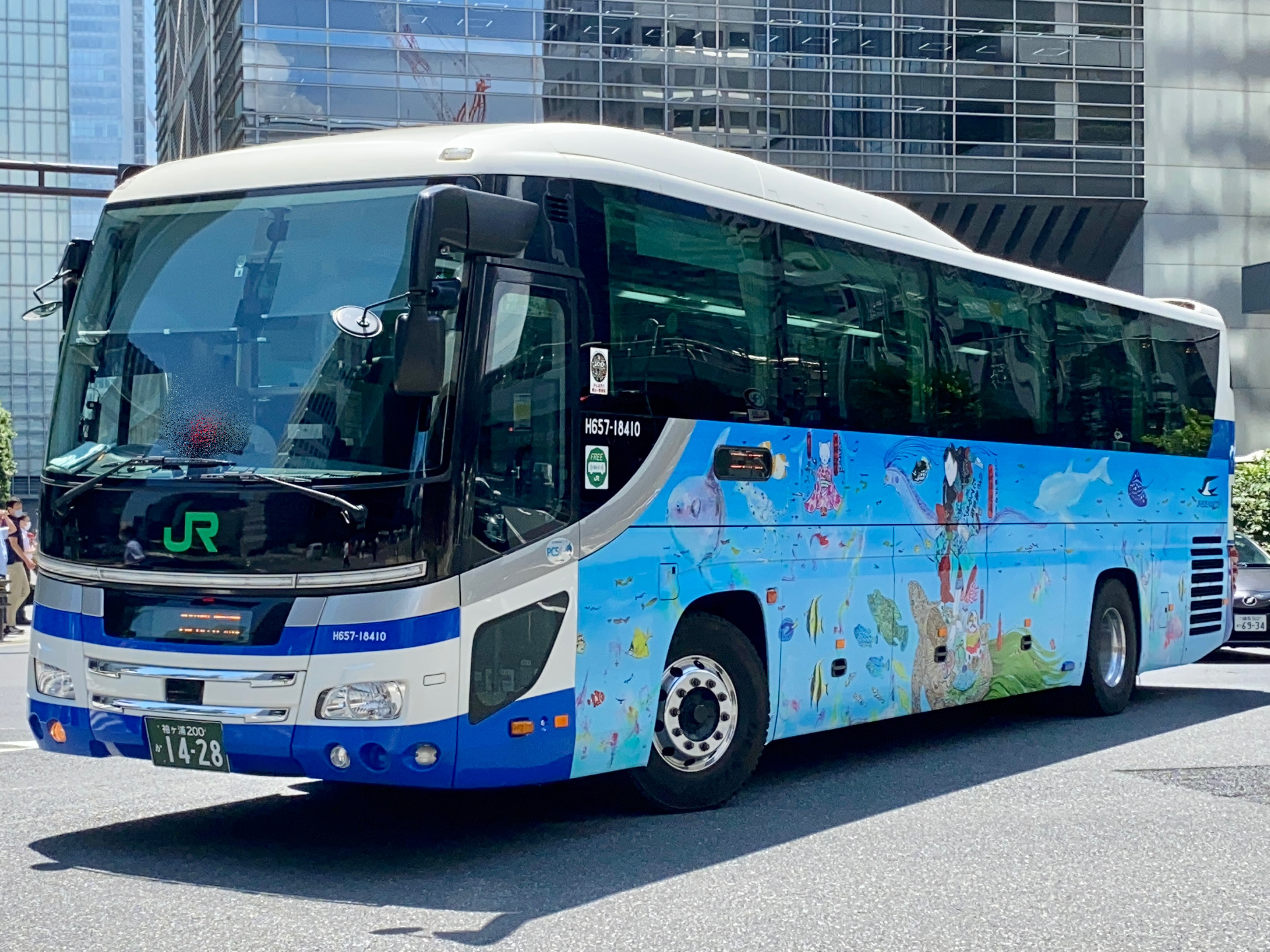
井上文太がデザインした令和里見八犬伝バス

また、令和元年台風第21号による水害により、被災した千葉県館山市の復興支援の為、ジェイアールバス関東の要請で、房総なのはな号に使用されるバスの車体とバス停留所の看板のデザインを提供した。

## 脚註
1. ↑  作品は『ヴィジョネアーNo.22“CHIC” / No.31“BLUE”』に掲載。
2. ↑  翌2012年の「グリーンオークション：A Bid to Save the Earth」では、井上の作品がメインビジュアルに採用された。
3. ↑  館山 井上氏をふるさと大使に 西岬地区在住 画家 （房日新聞2020年1月9日）
4. ↑  NHK首都圏のニュース
5. ↑  館山芸術大使 画狂人 井上文太展
6. ↑  画家、井上文太初の画集『閃き 〜 INSPIRATIONS 〜画狂人 井上文太』に収録される作品を中心に展示する個展「画狂人 井上文太展 " iNSPiRATiONS " 魔法の林檎」 内覧会レポート
7. ↑  首洗って待ってろ！HYDEが獣のように絶唱し、フロアに狂乱を生み出した籠城ライブ
8. ↑  この呼びかけに応じる形で、ブログ読者から文房具や玩具などの支援物資と手紙が寄せられている。また「新・三銃士」で製作統括を務めた紀平延久、「不思議な招き猫」陶芸家の宮田敏雄が、作品等の提供を行った。
9. ↑  ワークショップの様子は、2011年5月17日朝日新聞宮城県版朝刊27面、朝日新聞デジタルに掲載された。
10. ↑  クリスタルキングのムッシュ吉崎などが同行。
11. ↑  JRバス関東 [@jrb_kanto]「高速バスなのはな号で、館山芸術大使の井上文太さんの作品(令和八犬伝の犬飼源八信道)のラッピングバスの運行が始まりました。井上文太さんは、画家金子國義氏に師事し、館山市内にアトリエを構え作品を創作しています。台風で大きな被害を受けた館山の復興に芸術家として支援したいという思いが強く、ラッピングバスのデザインも快諾してくださいました。館山駅に設置された市民ギャラリーに原画が展示されています。」2021年2月4日。X（旧Twitter）より2024年9月10日閲覧。

## 関連事項
- 美術家の一覧
- 日本の画家一覧
- 金子國義
- 四谷シモン
- hyde
- 武論尊
- 原哲夫
- ムッシュ吉崎
- ナン・ゴールディン
- 笠井爾示
- 三谷幸喜
- ステラ・マッカートニー
- セキグチ
- 連続人形活劇 新・三銃士
- 人形劇